# Slede (wapen)

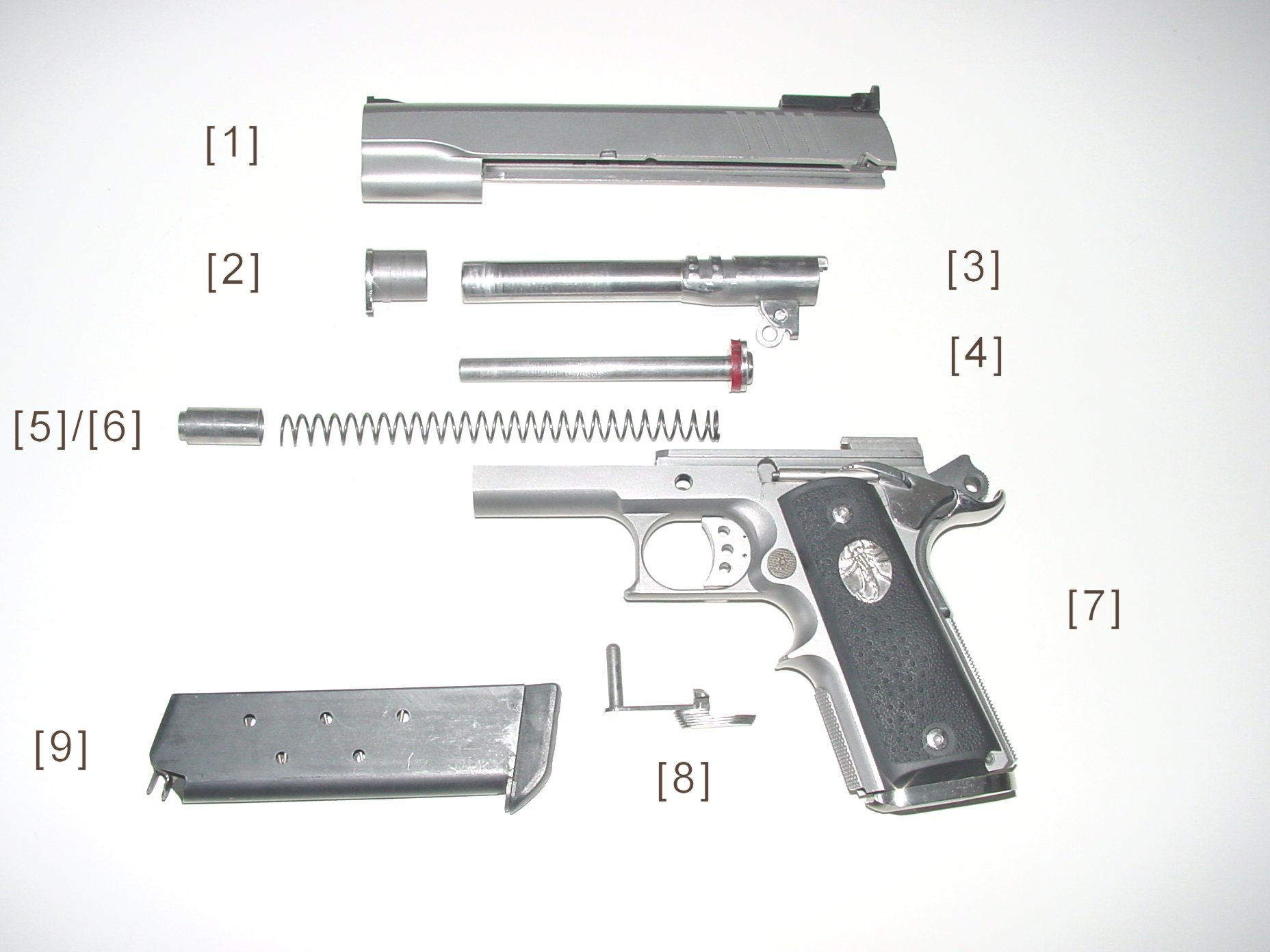
De onderdelen van een handvuurwapen: [1] is de slede

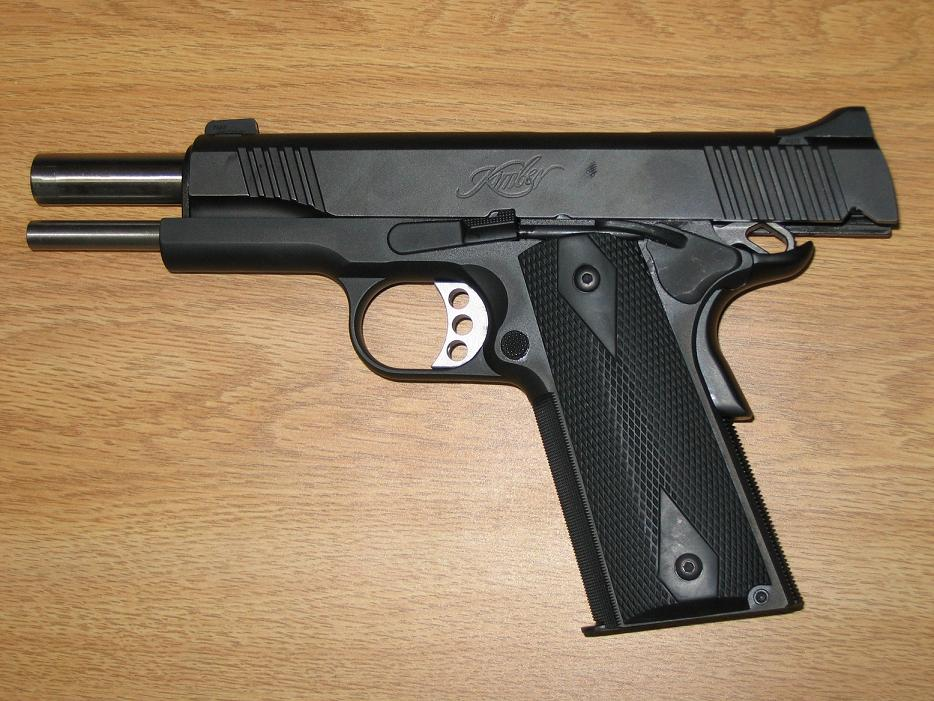
Nadat het magazijn is leeggeschoten blijft de slede naar achteren vergrendeld

De slede is het onderdeel van de meeste halfautomatische handvuurwapens dat de slagpin, de grendel en de uitwerper bevat.
De terugslag van een afgevuurd schot drijft de slede naar achteren. Bij die beweging wordt de lege huls uitgeworpen. Een veer duwt de slede vervolgens terug naar voren in de beginpositie. Tijdens die beweging wordt een nieuwe patroon opgehaald uit het magazijn en in de kamer geladen.
Bij double action-pistolen wordt tevens de hamer opnieuw gespannen waardoor het pistool zonder een bijkomende actie te moeten doen gereed is voor een volgend schot.
Als het magazijn leeg is blijft - bij de meeste pistolen -  de slede na het laatste schot naar achteren vastzitten.